# Bologhine ibn Ziri
Bologhine ibn Ziri (arabe : بلقين بن زيري, ⴱⵓⵍⵓⵖⵉⵏ ⵎⵎⵉⵙ ⵏ ⵣⵉⵔⵉ), de son nom complet Abou al-Foutouh Saïf ad-Dawla Bologhine ibn Ziri ibn Menad as-Sanhadji, né vraisemblablement  au début du Xe siècle dans le Titteri et mort en mai 984 entre Sijilmassa et Tlemcen, est un militaire et homme d'État berbère, principal dirigeant du Maghreb de 972 à 984. 
À la mort de son père en 971, Bologhine est nommé « émir du Maghreb » par le calife fatimide Al-Muʿizz li-Dīn Allāh. Dès lors, il entreprend plusieurs campagnes contre les Zénètes, tueurs de son père faisant allégeance au calife rival de Cordoue. En 979, Bologhine parvient à leur prendre Fès et Sijilmassa, réunissant ainsi les trois grandes parties du Maghreb (al-Adna, al-Awsat et al-Aqsa) sous l'autorité d'un même chef berbère, une situation qui ne s'était pas vue depuis le règne de l'empereur romain Macrinius en 218. Bologhine nomme comme successeur son fils Al-Mansur et fonde donc la dynastie des Zirides, qui règne sur le Maghreb al-Awsat jusqu'en 1016 et sur le Maghreb al-Adna jusqu'en 1147.
Fondateur des villes de Médéa, de Miliana et surtout d'Alger, une commune de la wilaya d'Alger, porte aujourd'hui son nom : Bologhine.

## Biographie

### Jeunesse
Bologhine est né dans la région du Titteri, probablement à Achir, à une date inconnue, en un lieu où ses aïeux vivaient depuis longtemps, vraisemblablement au début du Xe siècle. De sa longue lignée rapportée de diverses façons, ses aïeux connus, sont son père Ziri, son grand-père Manâd et son arrière-grand-père Manqûs. Ils sont issus des Talkata, rameau des Sanhadja. Il était un montagnard berbère, un rural à peine arabisé.
L'autorité des Zirides s’était déjà affirmée par la fondation d’une véritable capitale : Achir. Alors que son père Ziri ibn Menad est émir du Maghreb al-Awsat, Bologhine fonde la ville d'Alger sur l'emplacement de l'ancienne Icosium romaine en 960, mais aussi Médéa et Miliana et fait également reconstruire les villages détruits par les diverses révoltes.
Le nom de Bologhine apparaît pour la première fois à une date non précisée, entre 947 et 954. Son père lui aurait confié le commandement d'une troupe et il aurait remporté une grande victoire sur les Houaras.

### Succession des Fatimides
À la mort de son père, dans une bataille contre des tribus berbères kharidjites en 971, il hérite du pouvoir. Le calife fatimide Al-Muʿizz li-Dīn Allāh désigne Bologhine comme émir du Maghreb, il reçoit, en plus des attributions de son père Ziri ibn Menad, le Zab et M'Sila que gouvernaient le transfuge Dja`far ibn `Ali. Les honneurs qu'on lui fait vont provoquer la jalousie des Kutamas. 
Bologhine poursuit le combat contre les Zénètes, il remporte sur eux une grande victoire dans la région de Tlemcen. Les Maghraouas demandent l'aide des Omeyyades de Cordoue pour reprendre leur territoire et leurs villes. Bologhine prend alors le contrôle de presque tout le Maghreb en suivant les directives du calife fatimide. Il a pour ordre de récolter l'impôt des Berbères sous la menace de l'usage de la force. Bologhine mate les Maghraouas, les Houaras, les Nefzaouas et les Mazata.
Lorsque le calife fatimide convoque Bologhine à Al-Mansuriya pour lui annoncer l'investiture, Bologhine est, de facto, le dirigeant de tout le Maghreb al-Awsat ; son domaine comprend alors les villes de Tihert, Achir, M'Sila, Biskra, Tobna, Baghaï et ses anciens apanages : Alger, Médéa et Miliana.
Les Fatimides transfèrent leur cour de Mahdia au Caire. Bologhine est alors nommé vice-roi de la vaste partie occidentale de l'Empire avec pour capitale Kairouan,. Le calife fatimide conserve toutefois l'administration de la Sicile kalbite et de Tripoli. Néanmoins Bologhine reste un vassal des Fatimides auxquels il continue de payer un tribut, il reste entouré de conseillers qui sont là autant pour le soutenir que le surveiller. Son « règne » montre qu'il sait se faire respecter et que, sans doute bien informé et bien conseillé, il sait prendre les décisions qui s'imposent, et parfois ne pas se plier aux ordres venus du Caire. À aucun moment, il apparaît comme une marionnette. 
Les Fatimides emportent avec eux richesses et équipements militaires. La priorité absolue des Zirides est donc le renforcement de leur pouvoir mais le déplacement de la flotte fatimide vers l'Égypte rend la conservation des territoires kalbites en Sicile impossible.

### Après l'investiture

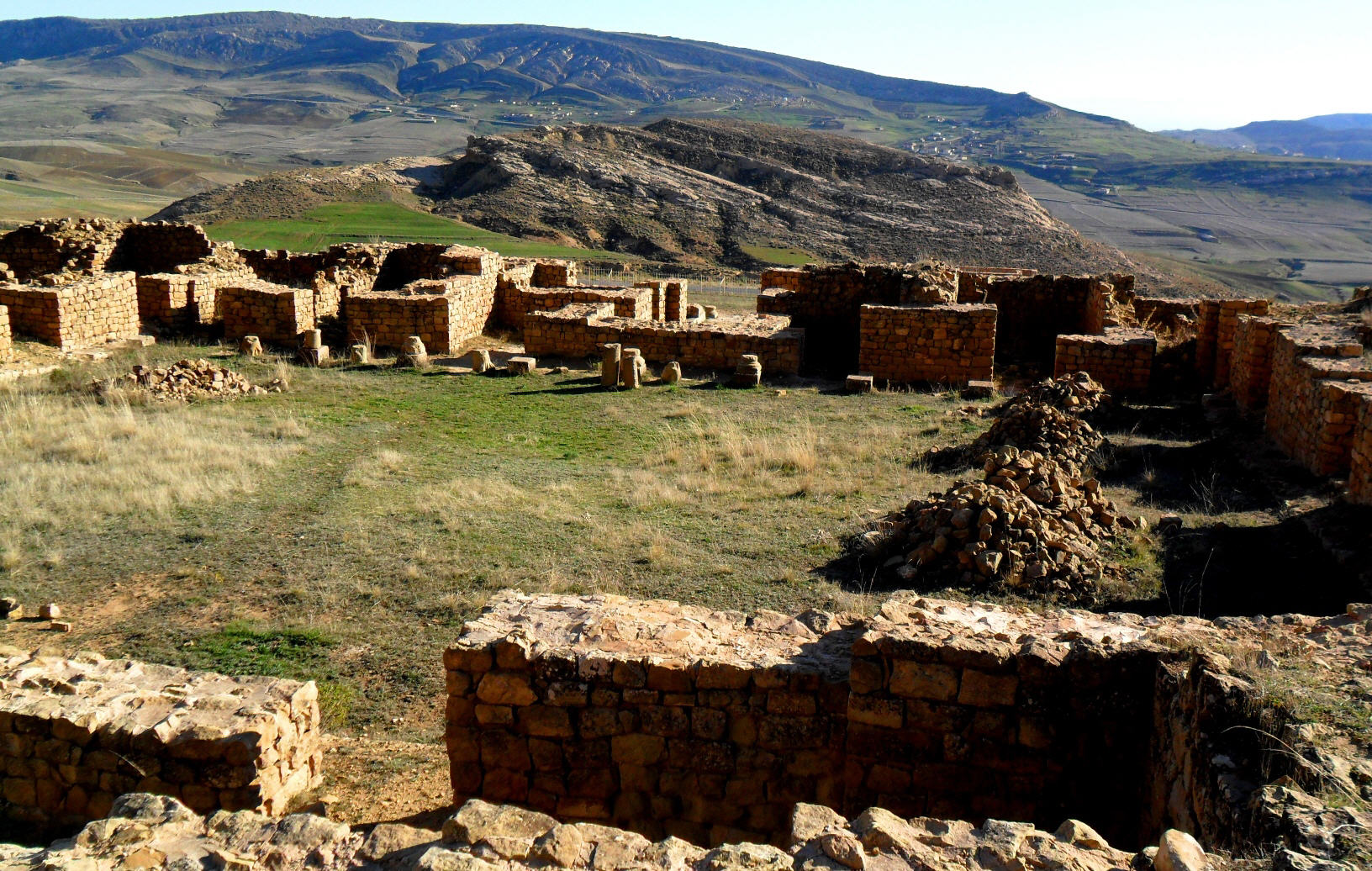
Vestiges d'Achir

Bologhine ibn Ziri reçoit du calife fatimide le surnom (kounia) d'Abou al-Foutouh, « Père des conquêtes » et le nom de règne (laqab) de Saïf ad-Dawla « l’épée de l'Empire » pour ses expéditions victorieuses au Maghreb al-Aqsa. Il demeure avant tout et jusqu’à sa mort « le chef des Sanhadja et le souverain d’Achir ». Il se fait édifier, à proximité de cette capitale, un palais et il vient régulièrement séjourner dans cette résidence, sa famille y séjourne, son fils et successeur y est né. Les données historiques recueillies montrent qu'il séjournait assez rarement à Kairouan. 
Il confie le gouvernement du Ifriqiya à l’un de ses proches, ‘Abd Allâh b. Muhammad al-Kâtib, ce qui lui permit de combattre pendant plusieurs années (979-984) au Maghreb al-Aqsa. Après son père, Bologhine vise à étendre son autorité sur l'ouest du Maghreb, sur les Meknassas vassaux du califat omeyyade de Cordoue. Il mène également des expéditions contre les Zénètes du Maghreb central. Il enlève Tihert au chef rebelle qui l'avait investi en 973, il assiège Tlemcen qui avait accueilli des réfugiés zénètes. La ville prise, il n'exécute pas ses habitants mais les déporte à Achir, à côté de laquelle ils construisent une nouvelle cité du nom de Tlemcen.
Affilié aux Fatimides professant le chiisme ismaélien, la profondeur des convictions de Bologhine en matière religieuse n'est pas connue, Lucien Golvin suppose qu’il ne fit rien pour froisser les savants musulmans (ouléma) sunnites d'Afrique du Nord, contrairement au calife Abu Mansur Nizar al-Aziz Billah auquel il prêtait allégeance. En 977, ce dernier lui remet le commandement de la Tripolitaine.
En 979, Bologhine réplique contre une coalition entre les Zénètes et le chambellan Almanzor, qui gouvernait Al-Andalous au nom du calife omeyyade Hicham II, encore jeune adolescent. Bologhine traverse tout le Maghreb al-Awsat sans rencontrer d’opposition. Il conquiert Fès et Sijilmassa mais s'arrête devant Tanger et fait demi-tour lorsqu'il voit la ville, qu'il considère comme inexpugnable, et les renforts des Zénètes venus d'Andalousie par voie maritime. Il châtie le souverain des Berghouata qui s'est déclaré prophète dans une expédition en 980 ou 981. 
En mai 984, Bologhine meurt entre Sijilmassa et Tlemcen, par maladie lors d'une nouvelle expédition à l'Ouest, son fils Al-Mansur lui succède dans toutes ses attributions. Avant sa mort, il avait nommé Hammad, gouverneur d'Achir et de M'Sila, qui devient trois décennies plus tard, le fondateur de la dynastie hammadide.